# Francis Bailly
Francis Bailly, né le 10 février 1939 à Paris où il est mort le 5 février 2009, est un physicien français, spécialiste de physique du solide au CNRS, au laboratoire de physique du solide de Meudon-Bellevue, de 1962 à 2004. En 1973 et 1974, il travaille avec Pierre Résibois au laboratoire dirigé par Ilya Prigogine, à l'Université libre de Bruxelles.
Il suit les enseignements de Jean Zacklad et participe à la constitution de l'association Textes et Travaux, inspirée de cet enseignement. Participant aux débats épistémologiques de la science contemporaine, il publie notamment L'Anneau des disciplines et assume également des engagements politiques et des responsabilités syndicales.

## Biographie
Francis Bailly est né en France le 10 février 1939. Sa mère étant d'origine juive et bien que son père ne le soit pas, il doit être caché pour échapper aux persécutions anti-juives.
Il fait ses études (1959-62) à l’École Nationale Supérieure d’Ingénieurs (ENSEEIHT) de Toulouse.
Il est admis comme stagiaire au CNRS, au Laboratoire de Magnétisme et de Physique du Solide (LMPS), en 1962. Il est nommé attaché de recherche dans ce laboratoire, en 1963. Il soutient sa thèse en 1967 à l’Université d'Orsay, sur le sujet : « Semiconducteurs à gap variable ». Il est nommé chargé de recherche en 1968. Il travaillera comme chercheur, physicien du solide, au CNRS (laboratoire de physique du solide de Meudon-Bellevue) jusqu'en 2004.
Francis Bailly est nommé, en 2003 et de nouveau en 2006, membre du comité technique de l'électricité en tant que représentant des gestionnaires de réseaux publics de distribution.
Parallèlement à son travail de chercheur à Bellevue, Francis Bailly donne en 1967-68 des cours de DEA de physique à l’Université d'Amiens, et en 1971, à l’université de Paris VI-Jussieu.
En 1973-1974 il travaille avec Pierre Résibois au laboratoire dirigé par Ilya Prigogine, à l'Université libre de Bruxelles.
Francis Bailly est un physicien, mais également un philosophe, qui a suivi les enseignements de Jean Zacklad et les conférences de Claude Birman. Il publie sur ces bases : Mosaïsme et société, De la tradition à la révolution.
En 1994, il fait la connaissance de Giuseppe Longo, logicien et épistémologue. Il s’intéresse à la philosophie, à la psychanalyse. Il travaille aussi avec Armand Gatti et s’intéresse aux rapports entre théâtre et science.
Auteur de nombreux articles scientifiques, il publie aussi des articles et ouvrages dans le domaine de l’épistémologie de la physique : L'anneau des disciplines (1991), dans Le Sujet et l'objet : confrontations, Éditions du CNRS, 1984 (ouvrage collectif), dans Passion des formes. Hommage à René Thom, Ed. ENS 1990 (ouvrage collectif), dans Quantum Mechanics, Mathematics, Cognition and Action, Kluwer, 2002 (ouvrage collectif), édité Sens et place des connaissances dans la société (3 volumes, Éditions du CNRS 1984-1987).
Il est l'époux de Danielle Bailly (née Schneck), qui était jusqu'en 1998, professeur de linguistique et de didactique à l'UFR d'Études anglophones de l'université Paris VII Denis Diderot.
Il est décédé le 5 février 2009.

## Hommages
Giuseppe Longo du CNRS organise, à l'École normale supérieure, le 16 novembre 2009, quelques mois après le décès de Francis Bailly, une Journée d’études L’anneau des disciplines à sa mémoire.
Une soirée à la Parole errante, le 28 avril 2011, à laquelle ses proches ont choisi de rassembler ceux qui pouvaient témoigner de la pluralité de Francis Bailly, physicien et épistémologue, sous le titre « Sous le sourire de Francis. La volonté d’engagement et de lucidité ou les champs de résistance de Francis » :
- Le trajet politique et syndical de Francis Bailly, par Georges Waysand, physicien, secrétaire adjoint du Syndicat national des chercheurs scientifiques après 68, directeur honoraire du Laboratoire souterrain à bas bruit de Rustrel - Pays d’Apt, responsable du groupe de travail « Society in Science » de l’association européenne  Euroscience (en) : Ambitions et limites du syndicalisme intellectuel dans la défense et la critique.
- La place de l'enseignement de la quaballah chez Francis Bailly, par Claude Birman (professeur de philosophie, lecteur et commentateur entre autres de la quaballah interprétée par Jean Zacklad dont Francis Bailly a suivi pendant des années l'enseignement) : Messianisme et pensée rationnelle : Francis Bailly fidèle à l’inspiration biblique.
- Science, théâtre et poésie, par Armand Gatti, à travers des textes de Francis Bailly. Bailly et Gatti se sont rencontrés à l'orée de ce qui est devenu le cycle de La Traversée des langages. Francis a pendant 15 ans, suivi cette aventure en écrivant des textes qui ne sont ni des explications ni des commentaires – mais une interaction d’une rare pertinence entre deux pensées, entre deux visions du monde.

## Publications

### Comme auteur
- Mosaïsme et Société. De la tradition à la révolution. L'Harmattan, Coll. Judaïsmes dirigée par Ariane Kalfa, Paris, 2003.  (ISBN 2747547841)
- Mathématiques et Sciences de la Nature. La singularité physique du vivant. Avec Giuseppe Longo (1er juillet 2006)
- Pouvoir et société : Le regard du mosaïsme. L'Harmattan, Coll. Judaïsmes dirigée par Ariane Kalfa, Paris 2005
- Sens Poèmes et Textes 1961-2005 de Francis Bailly. (10 janvier 2012)
- Pour un projet d'humanisation, Science, mosaïsme et société. L'Harmattan, Coll. Judaïsmes dirigée par Ariane Kalfa, Paris 2017

### Comme éditeur
- Sens et place des connaissances dans la société, Vol. 1, Éditions du CNRS, 1986.
- Sens et place des connaissances dans la société, Vol. 2, Éditions du CNRS, 1987.

### Ouvrage collectif
- Traqués, cachés, vivants : des enfants juifs en France (1940-1945), L'Harmattan, Coll. Judaïsme dirigée par Ariane Kalfa, Paris, 2003.  (ISBN 2747564924) Ouvrage collectif réalisé par un groupe d'anciens « enfants cachés » - Coordonné par Danielle Bailly - Préface de Pierre Vidal-Naquet.